# 菲茨西蒙斯冰原島峰
72°8′S 161°42′E / 72.133°S 161.700°E
菲茨西蒙斯冰原島峰（英語：Fitzsimmons Nunataks），是南極洲的冰原島峰，位於維多利亞地的彭內爾海岸，處於沃卡姆山東北面50公里，美國地質調查局根據測量和該國海軍的空中照片繪入地圖，現時由南極條約體系管理。